# Osbald
Osbald (mort en 799) est un noble northumbrien. Après l'assassinat d'Æthelred Ier, en 796, il est proclamé roi, mais il est déposé et remplacé par Eardwulf après seulement vingt-sept jours de règne. Exilé chez les Pictes, il termine son existence dans un monastère. Il est notamment connu grâce aux lettres que lui a adressées le moine Alcuin.

## Biographie

### Origines
Au VIIIe siècle, la Northumbrie connaît une période troublée : de nombreux rois se succèdent sur le trône du royaume, sans parvenir à l'assurer solidement à leurs descendants, et ils connaissent souvent une fin violente. Alcuin, qui séjourne en Northumbrie au début des années 790, a laissé une image critique de l'aristocratie de ce pays, « quelque peu orgueilleuse, querelleuse et vindicative, voire malavisée, déchirée par les factions et les vendettas ». Dans ce contexte, les origines exactes d'Osbald sont inconnues : on ne peut le rattacher à aucune lignée connue. Néanmoins, il est certain qu'il occupe une position sociale élevée, avec le rang d'ealdorman ou dux, et la façon dont Alcuin s'adresse à lui dans ses lettres semble indiquer qu'il est d'ascendance royale. L'historien D. P. Kirby propose qu'il soit d'origine bernicienne.
La Chronique anglo-saxonne rapporte comment les patriciens Osbald et Æthelheard ont brûlé vif un autre ealdorman, nommé Bearn, le 25 décembre 780 à Seletun. C'est la première mention d'Osbald connue. Il apparaît ensuite comme destinataire d'une lettre d'Alcuin, qui s'adresse au roi Æthelred Ier et aux nobles Osbald et Osberht pour les encourager à suivre les préceptes de l'Église.

### Règne
Le roi Æthelred est assassiné le 18 avril 796, peut-être à Corbridge, par un groupe de conspirateurs réunissant plusieurs membres de l'aristocratie northumbrienne. Osbald est aussitôt proclamé roi, mais son règne est de courte durée : le 14 mai, un autre noble northumbrien nommé Eardwulf est proclamé roi, puis sacré le 26 mai. Abandonné de tous, Osbald doit fuir et se réfugie tout d'abord à Lindisfarne, avant de faire voile vers le royaume des Pictes.

### Fin de vie
En 798, Osbald reçoit une nouvelle lettre d'Alcuin, qui le presse d'abandonner ses ambitions séculaires. Il semble que cette lettre soit à mettre en relation avec le réveil des conspirateurs à l'origine du meurtre d'Æthelred : la même année, ceux-ci s'opposent ouvertement au nouveau roi Eardwulf, peut-être avec l'idée de replacer Osbald sur le trône. Toutefois, ils sont vaincus le 2 avril à la bataille de Billington Moor, et Osbald suit le conseil d'Alcuin : lorsqu'il meurt, l'année suivante, il est devenu abbé d'un monastère inconnu. Il est inhumé en la cathédrale d'York.